# Nicolás Sánchez (piłkarz)
Nicolás Gabriel „Nico” Sánchez (ur. 4 lutego 1986 w Buenos Aires) – argentyński piłkarz pochodzenia hiszpańskiego występujący na pozycji środkowego obrońcy, trener piłkarski.